# Dai Dai N'tab
Dai Dai Alexandre N'tab (Amsterdam, 17 augustus 1994) is een Nederlands langebaanschaatser.

## Biografie
N'tab is geboren in een Amsterdams gezin met een Senegalese vader en een Nederlandse moeder. N'tab volgde de opleiding Communicatie & Marketing aan het Johan Cruijff College in Amsterdam.
Op jonge leeftijd ging hij in zijn toenmalige woonplaats Oisterwijk schaatsen. In 2014 verhuisde N'tab naar Groningen waar hij in de schaatsploeg Team Beslist.nl ging rijden. De ploeg fuseerde in 2016 met Team Plantina (in 2024 bekend als Reggeborgh). N'tab is een sprinter en gespecialiseerd in de 500 meter en 1000 meter.
N'tab verraste begin december 2016 met winst tijdens een wereldbekerwedstrijd op de 500 meter in Astana. Op 28 december 2016 werd hij tijdens het NK afstanden in Thialf Nederlands kampioen op de 500 meter in 34,80 voor teamgenoot Ronald Mulder en oud-kampioen Jan Smeekens. Ook plaatste hij zich voor de 500 meter op het WK Afstanden in Gangneung, maar ging hier onderuit in de buitenbaan.
In het Olympische seizoen 2017/18 won hij in oktober 2017 tijdens de NK afstanden de 500 meter. Het Olympisch kwalificatietoernooi in december 2017 verliep dramatisch voor N'tab. Hij werd gediskwalificeerd vanwege twee valse starts op de 500 meter. Op de 1000 meter werd hij zevende. Een maand later haalde hij zijn revanche door het NK sprint te winnen. Ook bij het OKT in december 2021 liep hij een startplaats mis.
In 2020 stapte N'tab over van Team Reggeborgh naar Team Jumbo-Visma. Na zes seizoenen trainen onder Gerard van Velde was N'tab toe aan een nieuwe impuls. De overstap bleek goed te bevallen en een jaar later verlengde hij zijn contract met twee jaar tot 2024. Na een voor de ploeg minder seizoen waarin hij zelf met rugklachten kampte, stapte hij over naar Team IKO.

## Persoonlijke records
| Afstand    | Tijd    | Datum            | Locatie           | Locatie                          | Overig |
| Afstand    | Tijd    | Datum            | Baan              | Plaats                           | Overig |
| ---------- | ------- | ---------------- | ----------------- | -------------------------------- | ------ |
| 500 meter  | 34,15   | 9 december 2017  | Utah Olympic Oval | Salt Lake City, Verenigde Staten |        |
| 1000 meter | 1.08,39 | 28 december 2020 | Thialf            | Heerenveen, Nederland            |        |
| 1500 meter | 1.50,56 | 22 maart 2015    | Olympic Oval      | Calgary, Canada                  |        |
| 3000 meter | 4.24,35 | 15 december 2011 | Thialf            | Heerenveen, Nederland            |        |

## Resultaten
| Jaar | NK afstanden      | NK sprint               | WK sprint              | WK afstanden          | Wereldbeker        | WK Junioren      |
| ---- | ----------------- | ----------------------- | ---------------------- | --------------------- | ------------------ | ---------------- |
| 2014 | 18e 500m          |                         |                        |                       |                    | 500m · 14e 1000m |
| 2015 | 6e 500m 16e 1000m | 15e (4e, 24e, 6e, 17e)  |                        |                       | 29e 500m           |                  |
| 2016 | 4e 500m 13e 1000m | 12e · (10e, 20e, , 14e) |                        |                       |                    |                  |
| 2017 | 500m · 10e 1000m  | 4e · (, 11e, , 8e)      |                        | DQ 500m               | 500m · 39e 1000m   |                  |
| 2018 | 500m · 7e 1000m   | · (, 4e, , 4e)          |                        |                       | 8e 500m 41e 1000m  |                  |
| 2019 | 500m · 6e 1000m   |                         |                        |                       | 15e 500m 43e 1000m |                  |
| 2020 | 500m · 1000m      |                         | 9e (10e, 13e, 6e, 11e) | 13e 500m · teamsprint | 7e 500m 20e 1000m  |                  |
| 2021 | 500m · 6e 1000m   | · (, 6e, , 6e)          |                        | 500m                  | 500m · 5e 1000m    |                  |
| 2022 | 500m · 7e 1000m   | DQ · (, DQ, -, -)       |                        |                       | 12e 500m           |                  |
| 2023 | 5e 500m 9e 1000m  | DQ (7e, 14e, DQ, -)     |                        | 7e 500m               | 9e 500m            |                  |
| 2024 | 10e 500m          |                         |                        |                       |                    |                  |
| 2025 | 6e 500m           |                         |                        |                       |                    |                  |

(#, #, #, #) = afstandspositie op sprinttoernooi (500m, 1000m, 500m, 1000m).

### Wereldbekerwedstrijden
| Jaar      | 500m                                      | 1000m                      | Teamsprint  |
| --------- | ----------------------------------------- | -------------------------- | ----------- |
| 2014/2015 | -, -, 1e(b), 9e, -, -, -, -, -, -, -, -   |                            |             |
| 2016/2017 | 4e(b), 9e, 11e, , 4e, 12e,14e, 12, ,      | -, -, 4e(b), -, -, -, -    |             |
| 2017/2018 | 5e, 19e, 17e, 8e, 13e, 4e, , 15e, 8e, 6e, | -, -, -, 3e (b), -, -, -,  |             |
| 2018/2019 | 15e 5e, 7e, 12e, 9e, DQ, 5e, , -, -, -    | -, -, 16e(b), 5e(b), -, -, | -, ,        |
| 2019/2020 | , 9e, 15e, 11e, 5e, 14e, 7e, 6e           | 10e, 9e, 14e, -, -,        | -, -, -, 5e |
| 2020/2021 | , , 6e                                    | 7e, 5e                     |             |

(b) = B-divisie
- = geen deelname

### Medaillespiegel
| Kampioenschap          | Goud · | Zilver · | Brons · |
| ---------------------- | ------ | -------- | ------- |
| NK Afstanden           | 4      | 1        | 1       |
| NK Sprint klassement   | 1      | 0        | 1       |
| NK Sprint afstanden    | 4      | 2        | 1       |
| EK Sprint klassement   | 0      | 0        | 0       |
| EK Sprint afstanden    | 0      | 0        | 0       |
| WK afstanden           | 1      | 0        | 1       |
| EK afstanden           | 0      | 1        | 1       |
| Wereldbeker 500 meter  | 4      | 2        | 4       |
| Wereldbeker 1000 meter | 0      | 0        | 0       |
| Wereldbeker klassement | 2      | 0        | 0       |